# Vatikánská kuchyně
Vatikánská kuchyně nemá jednoznačné vymezení, protože Vatikán je mikrostát uvnitř Itálie, obývaný lidmi mnoha národností. Je zde jen jedna veřejná restaurace a několik kaváren (ve Vatikánských muzeích) a jídla jsou hodně podobná italské (římské) kuchyni. Oblíbená jídla jsou: těstoviny, tiramisu, klobásy nebo pizza. Jediné jídlo, které je skutečně tradiční pouze pro Vatikán je lilek s parmezánem Švýcarské gardy. Jedná se o směs nakrájeného lilku, parmezánu a koření.

## Kuchyně a Itálie

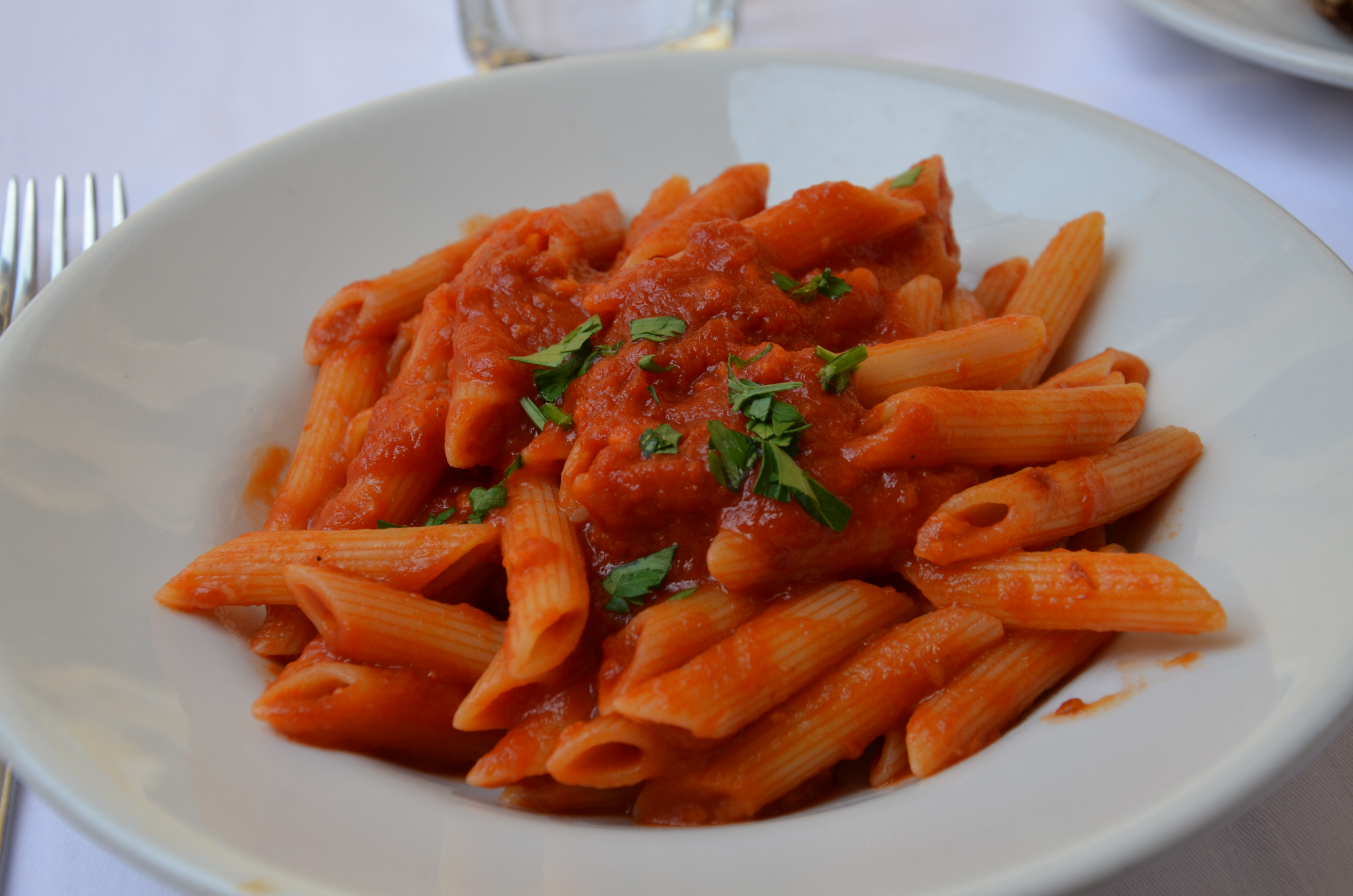
Italské těstoviny

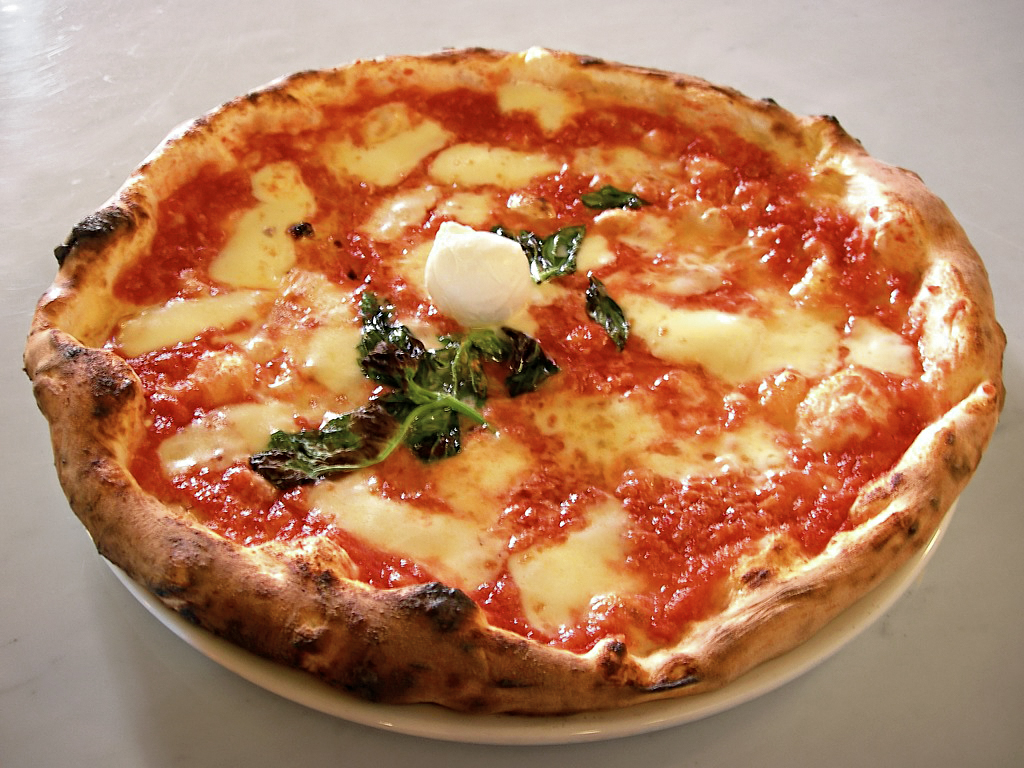
Italská pizza

Italské pokrmy jsou ve Vatikánu nejběžnější, neboť tento ministát je Itálií obklopen ze všech stran. Oblíbené je telecí maso, kuřata, zvěřina a ryby. Mnoho jídel se tu připravuje z mořských plodů, ústřic, mušlí, raků, krabů, humrů, langust, sépií a různých druhů ryb. Nejběžnějším pokrmem jsou zde těstoviny a italská pizza, obojí připravované na tisíce způsobů. Polévky jsou také často podávané. Jednou z nejběžnějších je minestrone, hustá polévka se zeleninou, rýží nebo těstovinami a čerstvě nastrouhaným parmezánem.

## Kuchyně a obyvatelé Vatikánu
Jen těžko lze hovořit o vatikánské kuchyni, když zde žije na ploše 44 hektarů méně než 1000 lidí. Kromě církevních hodnostářů, jeptišek a studentů z celého světa jde především o laické zaměstnance a jejich rodinné příslušníky. Pak je tu známá papežská garda, která je tvořena katolickými Švýcary v počtu zhruba sto mužů. Právě bývalý člen této gardy a známý kuchař David Geisser vydal dvě kuchařské knihy, zvané Vatikánská kuchařka.

### Vatikánská kuchařka
Vatikánská kuchařka od autora Davida Geissera vyšla poprvé v němčině pod názvem Buon Appetito na podzim roku 2014, v roce 2016 byla znovu vydána v upravené anglické verzi pod názvem Vatican Cookbook. Později byla přeložena do více než deseti jazyků, včetně slovenštiny. Popularitu si získala tím, že mimo jiné popisuje stravovací návyky Švýcarské gardy, která vznikla v roce 1506 a je tak jednou z nejstarších pravidelných armád na světě.
V roce 2020 vydal David Geisser další díl, nazvaný Vatikánská vánoční kuchařka (anglicky Vatican Christmas Cookbook).

## Kuchyně a papežové
V současnosti je vatikánská kuchyně ovlivněna třemi posledními papeži, kterými byli Polák, Němec a Argentinec. Stravovací návyky a jídelníček ovlivňuje i stočlenná švýcarská garda. Mísí se tu tak vlivy mnoha národních kuchyní a místní kuchaři se snaží vyjít vstříc chutím všech vatikánských obyvatel. Bývalý papež František měl rád svoji argentinskou kuchyni, ale některé stravovací návyky tu zůstaly po minulém papežovi Benediktu XVI., který sem zavedl německá jídla. Po papeži Janu Pavlovi II. zde zůstala část personálu, která vaří polská jídla. Více než deset polských řádových sester a zároveň kuchařek kombinuje jídla tak, aby chutnalo všem. Nejoblíbenější hlavně mezi švýcarskou gardou je smažený lilek obalený ve vejci a parmezánu, poté zapečený s plátkem rajčete a mozzarelou.
Bývalý papež František byl vděčným a skromným strávníkem. Jídla se pro něj připravovala zvlášť, ale nejsou to žádná drahá a složitá jídla. Nezapřel však svůj původ a nejraději měl argentinská jídla Empanadas nebo Colita de Cuadril a jako dezert Dulce de Leche.

### Empanadas

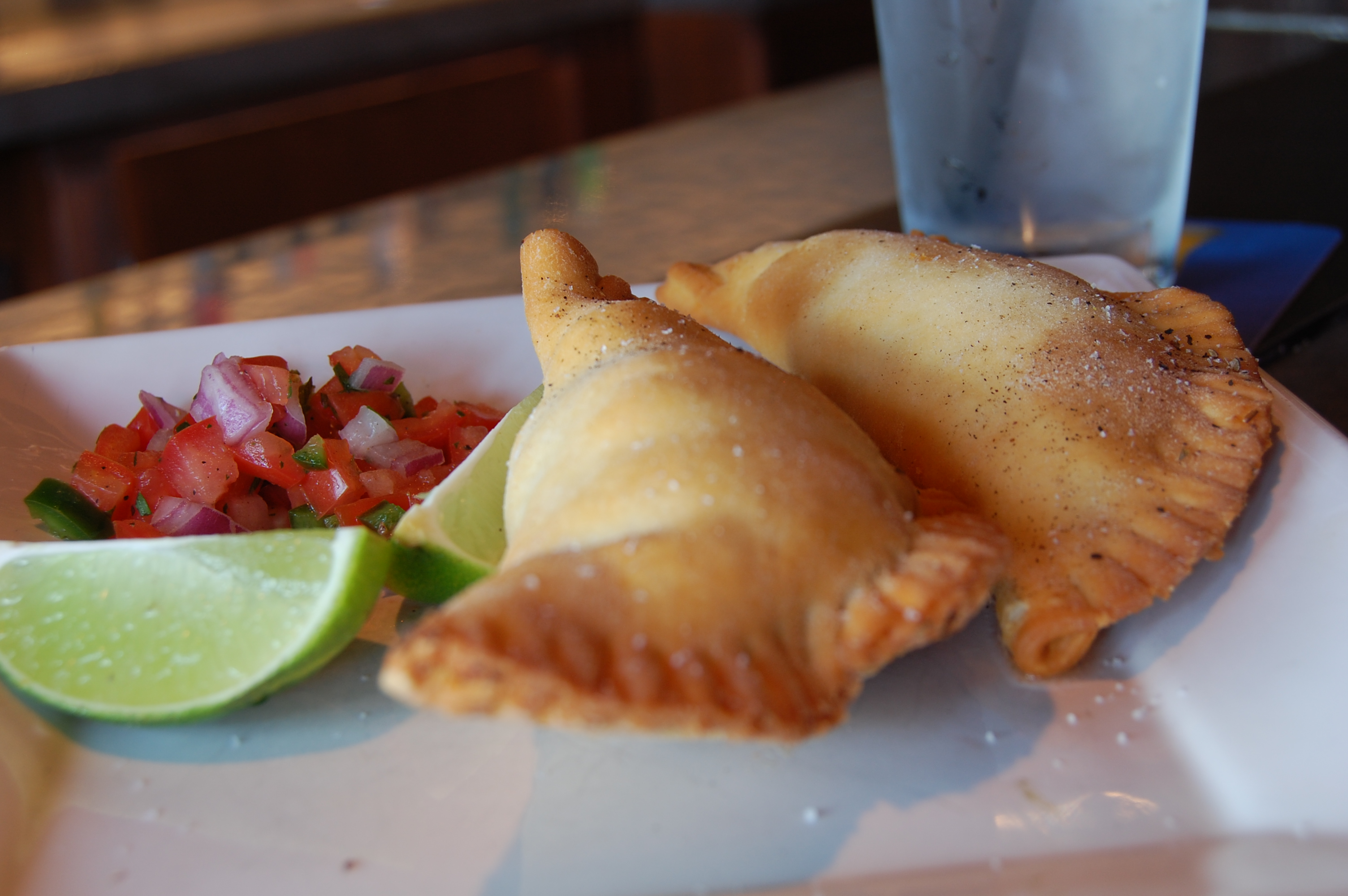
Empanadas

Empanadas je pokrm, který pochází z Portugalska a severního Španělska. První dochovaná zmínka o tomto pokrmu je už z roku 1520. Nyní je Empanadas oblíbeným jídlem po celé Jižní Americe a každá země má svoji speciální verzi. Jenom v Argentině se připravuje ve více než čtyřiceti variantách. Empanadas jsou velmi podobné východoevropským pirožkům nebo čínským plněným taštičkám. Náplně mohou být různé, od mletého hovězího nebo kuřecího masa až po mořské plody nebo sýry. Mohou být ostré s chilli papričkami nebo nasládlé s rozinkami. Mohou se smažit i péct.

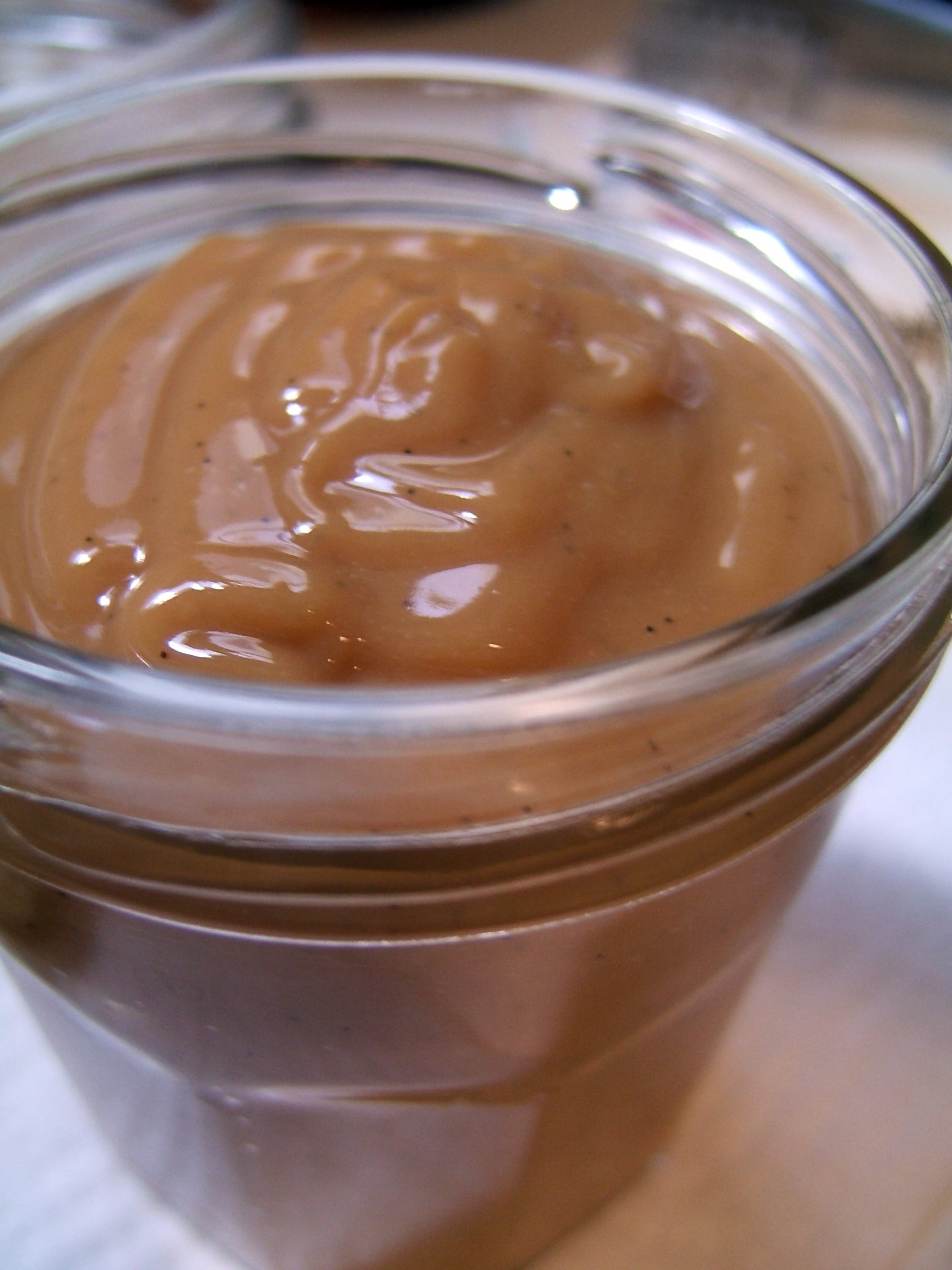
Dulce de Leche

### Colita de Cuadril
Colita de Cuadril se připravuje ze zadní části hovězího masa a velmi připomíná biftek. Lze jej připravit mnoha způsoby, ale výsledkem by měly být šťavnaté a měkké plátky načervenalé barvy s výbornou chutí. Většinou se připravuje tak, že se maso nejprve zprudka opeče na pánvi a pak se dopeče v mírně teplé troubě.

### Dulce de leche
Dulce de leche je sladká hmota, na první pohled připomínající mléčný karamel. Připravuje se pomalým zahříváním slazeného mléka. Používá se na pečivo a palačinky, plní se jí sušenky nebo koláče. Tato sladkost je oblíbená nejen v Argentině, ale v mnoha dalších zemích.